# Mini Cooper

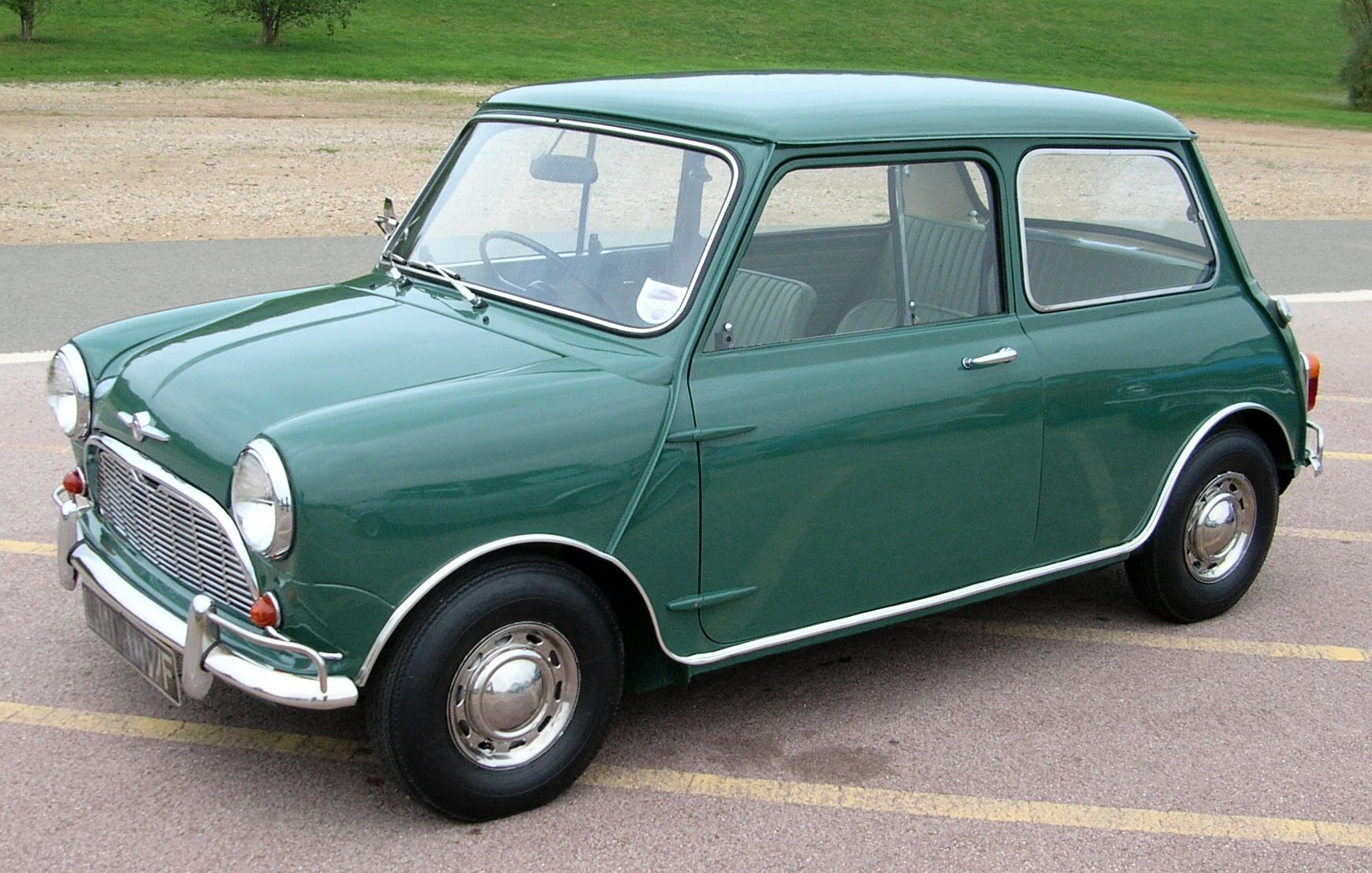
Als basis voor de Mini Cooper diende de standaard Morris Mini- Minor en Austin Seven

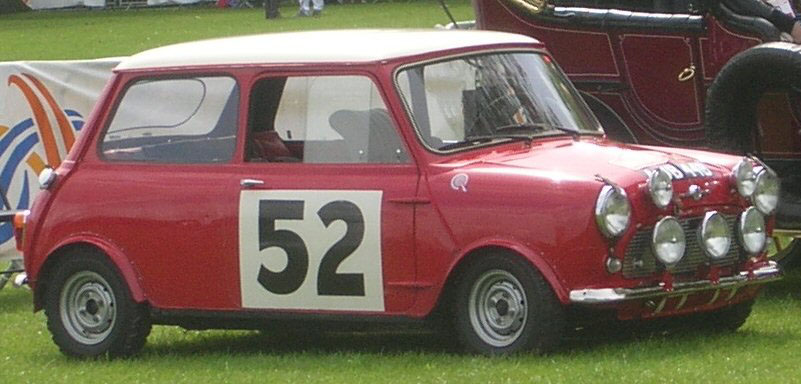
Deze Mini Cooper won in 1965 de Rally van Monte Carlo in zijn klasse

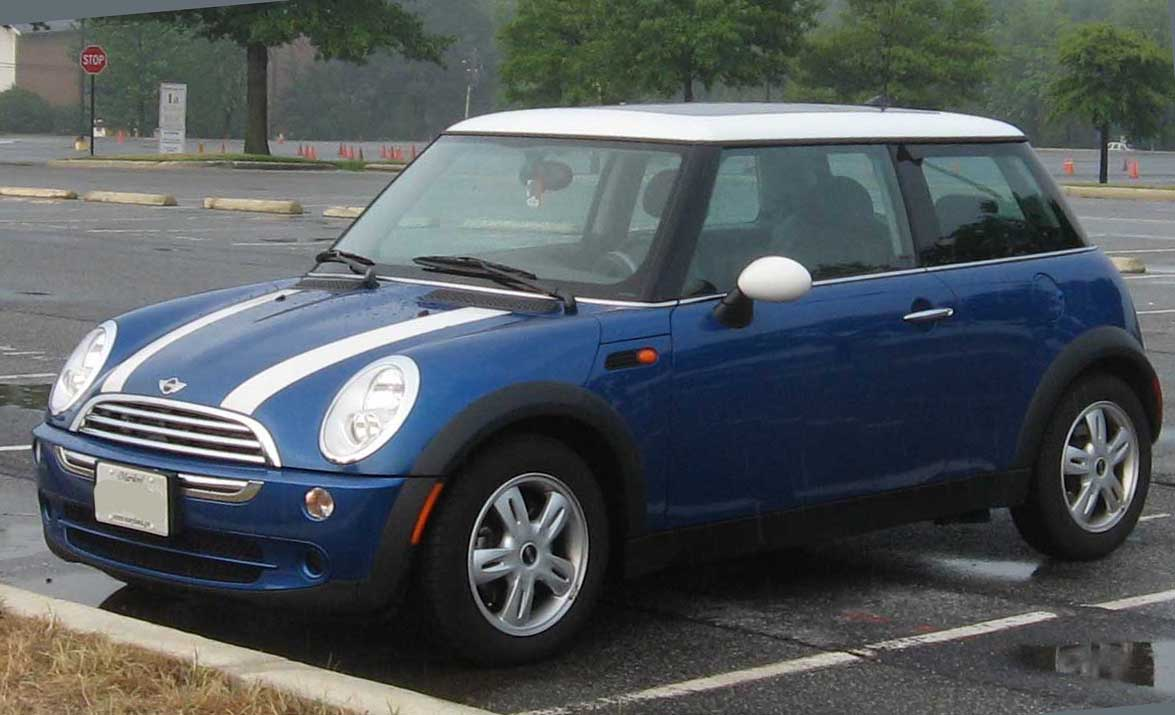
De nieuwe Mini Cooper die in Engeland (Oxford) wordt gemaakt sinds BMW de merknaam en de rechten overnam

De Mini Cooper is een sportieve versie van een kleine Britse auto. Hij was oorspronkelijk gebaseerd op de standaard Morris Mini Minor- en Austin Seven-modellen ontworpen door Alec Issigonis. Deze werden echter door de sport- en racewagenconstructeur John Cooper (1923-2000) voor wat betreft motor, chassis en uitrusting aangepast aan rally en racerij. De Mini Cooper werd bekend door in de jaren '60 drie keer de rally van Monte Carlo in zijn klasse te winnen.
Vanaf 1971 werd de Mini Cooper ook in licentie gebouwd. In Italië door de Italiaanse constructeur Innocenti onder de naam Innocenti Mini Cooper 1300, en vanaf 1973 in Spanje door Authi (Automóviles de Turismo Hispano-Ingleses) onder de naam Authi Mini Cooper 1300.
Tegenwoordig is de Mini Cooper gebaseerd op de MINI One, gemaakt door BMW.

## Geschiedenis
John Cooper was een van de vrienden van Alec Issigonis. Hij was bekend in de race- en rallywereld en de Cooper Car Company bouwde onder meer raceauto's voor de Formule 1-klasse. Na de succesvolle verkoopresultaten van de Mini zag Cooper meteen in dat deze auto’s – met wat aanpassingen - bijzonder geschikt waren voor race- en rallydoeleinden.
Dit resulteerde in de ontwikkeling van een opgevoerde versie. In 1961 vond de introductie plaats van de Austin Mini Cooper en de Morris Mini Cooper. Deze waren beiden technisch aangepast. De cilinders van de standaard 848 cc-motor werden opgeboord tot 997 cc, waarna de motor geen 34 maar 55 pk vermogen leverde. De prestaties werden verder opgevoerd door toepassing van een dubbele SU-carburateur, en een close-ratio-versnellingsbak. De voorwielen werden voorzien van schijfremmen.
Er werden in eerste instantie 1000 stuks gebouwd, bestemd voor racedoeleinden in de klasse Groep 2 Rally. Zij voldeden ook aan de hiervoor geldende homologatie-eisen.
In 1963 volgde de introductie van de Mini Cooper 1071 S, uitgerust met een grotere opgevoerde 1071 cc/70 pk-motor en grotere schijfremmen. Van deze versie werden 4030 stuks geleverd.
In 1964 volgde de introductie van de Mini-Cooper 998, de Mini-Cooper 970 S en de Mini-Cooper 1275 S. De 997 cc-motor werd vervangen door een 998 cc-motor met een kortere slag. Tot het model in augustus 1964 werd verbeterd, maakte Cooper ook twee modellen die speciaal waren ingericht op racen op een circuit. Deze wagens, met motoren van 970 en 1275 cc waren voor iedereen verkrijgbaar. De 970 Cooper met de kleinere motorinhoud werd niet veel verkocht; er werden er totaal slechts 963 van afgeleverd, waarna hij in 1965 uit productie werd genomen. De 1275 cc-Cooper S-modellen bleven echter tot 1971 in productie.
De Mini Cooper S werd beroemd na het winnen van de Rally van Monte Carlo in 1964, 1965 en 1967. In de rally van 1966 waren Mini Coopers ook als 1e, 2e en 3e over de streep gekomen maar werden ze na een controversiële beslissing van de Franse juryleden over de gebruikte verlichting gediskwalificeerd en ging de eindoverwinning naar het Franse merk Citroën.
De productie van de Mini Cooper 970 S werd in 1965 gestopt. In 1967 werden de Mini’s gefacelift. De Cooper-uitvoering werd hier in meegenomen en omvatte nu de modellen Cooper 998 en 1275 S.

### British Leyland.
In 1969 gingen de merken Austin en Morris op in British Leyland. De auto werd sindsdien – afhankelijk van het type - verkocht onder de naam Mini 850/1000. De Cooper uitvoeringen waren beperkt tot de Cooper S en 1275 GT. De 1275GT werd voorgesteld als de vervanger voor de met de 998 cc-motor uitgeruste Mini Cooper. De Mini Cooper S met de 1275 cc-motor werd echter nog tot 1971 doorgeleverd, naast de 1275GT. De 1275GT wordt nog steeds vaak verkeerd aangeduid als Mini Clubman 1275GT. De officiële naam is echter gewoon Mini 1275GT.
In 1971 werd de productie van de 1275 cc Mini Cooper S gestaakt, en tot 1980 was de Mini 1275GT nog de enige sportieve uitvoering uit de serie. In Italië ging Innocenti echter verder met licentiebouw van een eigen 1300 cc-versie. In Australië werd de wagen in 1971-1972 gebouwd onder de aanduiding Clubman GT. Eigenlijk was dit een Cooper S in Clubman-uitvoering met dezelfde schijfremmen, een dubbele brandstoftank en de 1275 cc-Cooper S-motor met twee carburateurs.
De in Engeland gebouwde 1275GT was uitgerust met een tachometer en een close-ratio-versnellingsbak. Hij was wel niet zo snel als de 1275 Mini Cooper S, maar een stuk goedkoper in de aanschaf, in het benzineverbruik en in de verzekering. De prestaties waren goed voor die tijd; van 0-100 km/u in 12 seconden en een uitstekend koppel in het middelste toerenbereik.
De 1275GT was een van de eerste voertuigen waarvan de instrumentenbedrading in het dashboard op printplaten was verwerkt. Deze techniek is tegenwoordig standaard maar was in 1969 een echte technische noviteit. Ook was de 1275GT vanaf 1974 het eerste voertuig dat optioneel kon worden uitgerust met speciale Denovo-run flat-banden van Dunlop. Als deze door een scherp voorwerp werden doorboord was een klapband uitgesloten omdat de band zodanig was ontworpen dat hij zeer snel leegliep. Ook boden deze banden het voordeel dat daarna - met de platte band - nog een hele tijd gewoon met snelheden tot 80 km/u kon worden doorgereden. Deze nuttige en veilige optie werd echter algemeen door de kopers genegeerd vanwege het irritante geluid dat de banden op de weg maakten.
Een nieuwe Mini Cooper RSP (Rover Special Products) werd in 1990-1991 gedurende korte tijd en in geringe aantallen geproduceerd. Deze versie had minder vermogen dan de Coopers uit 1960 maar bleek zo populair te zijn dat de versie toch maar weer volledig in de productie werd genomen.
Vanaf 1992 waren de Coopers niet meer met dubbele carburateurs uitgerust maar met de 1275 cc-motor en monopoint-brandstofinjectie. Vanaf 1997 werd multipoint-brandstofinjectie toegepast, en verhuisde de radiateur van opzij naar voren.

## Productieaantallen
Van de Mini Cooper MkI met de 997 en 998 cc-motor werden totaal 64.000 stuks geleverd en van de Mini Cooper S MkI met de 970, 1071 of 1275 cc-motor 19.000 stuks. Van de Mini Cooper MkII werden 16000 stuks geleverd met 998 cc-motoren en 6300 stuks Cooper S MkII met 1275 cc-motoren.
Er werd geen Mini Cooper MkIII meer uitgebracht, en slechts 1570 stuks van de Mini Cooper S MkIII.

## Nieuw model
Ook bij het nieuwe, door BMW geproduceerde, model van de Mini, de MINI One, wordt de aanduiding Cooper en Cooper S gebruikt voor de sportievere uitvoeringen van de standaardversie. De nieuwe Mini Cooper heeft een 1600 cc-motor en is leverbaar in verschillende versies, waaronder een cabriolet.
Halverwege 2006 is ook een zeer beperkt aantal als Mini John Cooper Works GP op de markt gebracht. Wereldwijd ging het om tweeduizend stuks; twintig hiervan waren voor de Nederlandse markt gereserveerd.